# Staza Istanbul Park
Staza Istanbul Park (tur. Intercity İstanbul Park Pisti) automobilistička je staza u mjestu Tuzla u Istanbulu. Staza je dizajnirao Hermann Tilke, a trenutno je domaćin Velike nagrade Turske u Formuli 1. 

## Konfiguracija staze
Istanbul Park jedna je od najboljih kreacija Hermana Tilkea koja sadrži promjene visine, različite vrste zavoja, dugi pravac i fantastični zavoj broj 8 s četiri vrha koji je bio jedan od najvećih izazova u sezoni. Staza ima dobru mješavinu sporih, srednje brzih i brzih zavoja, ali spori zavoji ipak dominiraju – riječ je o zavojima broj 1, 4, 5, 9/10, 12, 13 i 14, srednje spori zavoj je zavoj broj 7, a brzi su jedino zavoji broj 3 i zavoj broj 8 koji je sada postao period punoga gasa za sve bolide, barem kada je riječ o kvalifikacijama. Zbog dugoga stražnjega pravca razlomljenog blagim 11. zavojem koriste se srednje ili srednje visoke downforce postavke, a startno ciljni pravac jedan je od kraćih u kalendaru Formule 1.

## Vanjske poveznice
- Istanbul Park – Stats F1
- Istanbul Park – Službena stranica